# Queenpins
Queenpins – Kriminell günstig! (Originaltitel Queenpins) ist eine US-amerikanische Filmkomödie aus Jahr 2021 von Aron Gaudet und Gita Pullapilly (Regie und Drehbuch) mit Kristen Bell, Kirby Howell-Baptiste und Vince Vaughn in den Hauptrollen. In den USA kam der Film am 10. September 2021 in die Kinos. Auf Amazon Prime wurde der Film im  Februar 2022 veröffentlicht.

## Handlung
Connie und JoJo sind beste Freundinnen auf der Jagd nach Rabatt- und Gratiscoupons. Nachdem sie einen Brief an einen Konzern wegen einer abgelaufenen Cornflakes-Packung senden, erhalten sie als Entschuldigung zahlreiche Gratis-Gutscheine. 
Daraufhin entwickeln sie ein illegales Coupon-Club-System, bei dem sie mit Hilfe eines mexikanischen Ehepaares, das in einer Coupon-Druckerei arbeitet, gefälschte Coupons via Internet vertreiben. Damit ergaunern sie Millionen US-Dollar von Konzernen. 
Schadenverhüter Ken Miller von der örtlichen Supermarktkette schließt sich mit Simon Kilmurry vom United States Postal Inspection Service zusammen, um den Coupon-Betrug aufzudecken.

## Besetzung und Synchronisation
Die deutschsprachige Synchronisation übernahm die Iyuno Germany. Dialogregie führte Tanja Frank, das Dialogbuch schrieb Christine Roche.
| Rolle           | Darsteller            | Synchronsprecher  |
| --------------- | --------------------- | ----------------- |
| Connie Kaminski | Kristen Bell          | Maria Koschny     |
| Jojo            | Kirby Howell-Baptiste | Laura Preiss      |
| Agent Flannagan | Stephen Root          | Thomas Rauscher   |
| Agent Park      | Jack McBrayer         | Julian Manuel     |
| Albert Anderson | Paul Rust             | Felix Mayer       |
| Capt. Pain      | Nick Cassavetes       | Willi Röbke       |
| Crystal         | Annie Mumolo          | Kathrin Gaube     |
| Dr. Girard      | Marc Evan Jackson     | Jakob Riedl       |
| Earl            | Dayo Okeniyi          | Leonard Hohm      |
| FBI Mitarbeiter | Sebastian Schier      | Benjamin Mereis   |
| Greg            | Eduardo Franco        | Sebastian Griegel |
| Ken Miller      | Paul Walter Hauser    | Manuel Straube    |
| Mama Josie      | Greta Oglesby         | Carin C. Tietze   |
| Mrs. Flores     | Lidia Porto           | Alisa Palmer      |
| Rick Kaminski   | Joel McHale           | Norman Matt       |
| Simon Kilmurry  | Vince Vaughn          | Stefan Fredrich   |
| Tempe Tina      | Bebe Rexha            | Janina Dietz      |

## Produktion und Hintergrund
Der Film wurde von AGC Studios, Marquee Entertainment und Red Hour Films produziert, als Produzenten fungierten Linda McDonough (AGC) und Nicky Weinstock (Red Hour Films). Als Executive Producer fungierten Stuart Ford, Miguel A. Palos Jr (AGC) und Ben Stiller und Breean Solberg (Red Hour). Die Kamera führte Andrew Wehde, die Musik schrieb Siddhartha Khosla, die Montage verantwortete Kayla Emter.
Die Handlung basiert auf realen Ereignissen. Drei Frauen sammelten ab 2007 Gutscheine und Rabattmarken und sendeten diese ins Ausland, um sie dort zu fälschen. Anschließend verkauften sie die gefälschten Coupons auf eBay oder auf ihrer persönlichen Website. Die Gutscheine versprachen Preisrabatte oder kostenlose Artikel. Der Betrug flog auf, nachdem rund 40 Geschäfte Beschwerde über möglichen Betrug einreichten. Das FBI konnte die Frauen 2012 überführen, die insgesamt rund 40 Millionen US-Dollar erbeutet hatten.
Alle drei Frauen bekannten sich der Fälschung, eine außerdem der Führung eines illegalen Unternehmens und des Betrugs schuldig. Sie wurde zu zwei Jahren Gefängnis und sieben Jahren Bewährung verurteilt, die anderen beiden erhielten drei Jahren auf Bewährung. Jenem Unternehmen, das die Untersuchung einleitete, mussten sie den von ihnen angerichteten Schaden von über 1,2 Millionen US-Dollar zurückzahlen. Andere Geschäfte konnten dagegen nicht lückenlos nachweisen, dass sie tatsächlich vom Betrug betroffen waren und gingen daher leer aus. Schätzungen zufolge verursachten die drei den betroffenen Unternehmen mehrere hunderte Millionen US-Dollar Gewinnentgang.

## Veröffentlichung
In den USA kam der Film am 10. September 2021 in die Kinos. Im Februar 2022  wurde er auf Amazon Prime veröffentlicht, am 24. Juni 2022 erschien er auf DVD und Blu-ray Disc.
Nach der Veröffentlichung auf Netflix im Dezember 2023 erreichte der Film im Vereinigten Königreich Platz eins der Netflix-Charts.

## Rezeption
Von den 61 bei Rotten Tomatoes aufgeführten Kritiken waren am 5. Januar 2024 48 Prozent positiv bei einer durchschnittlichen Bewertung der 22 Top Critic Reviews von 5,0 der 10 möglichen Punkte. Bei Metacritic erhielt der Film am 5. Januar 2024 einen Metascore von 45 von 100 möglichen Punkten, der auf 20 Rezensionen basierte.
Oliver Armknecht vergab auf film-rezensionen.de fünf von zehn Punkten. Tatsächlich interessant sei die Komödie nicht, zumal auch die konstante Verharmlosung recht befremdlich sei, wenn zwei Kriminelle zu feministischen Heldinnen umgedeutet werden sollen.
Filmdienst.de bewertete den Film mit 2,5 von 5 Sternen. Die Gaunerkomödie punkte mit sympathischen Darstellern und nehme die US-Konsumkultur auf die Schippe, allerdings weder mit besonders zündendem Witz, noch mit viel Sinn für Spannung und erzählerisch etwas langatmig geraten.
Jasmin Herzog schrieb auf Prisma.de, dass Aron Gaudet und Gita Pullapilly es schafften, den Spieß umzudrehen, und die eigentlich Bösen der Geschichte als Sympathieträger zu inszenieren. Grober Humor und spannende Charakterporträts seien die Spezialität des Filmemacher-Duos.